# 김창민
김창민(1985년 9월 4일~)은 대한민국의 컬링 선수이다. 경상북도체육회 소속으로 활동하고 있다.